# Avenue Andréa Syngroú
 (août 2025).
Si vous disposez d'ouvrages ou d'articles de référence ou si vous connaissez des sites web de qualité traitant du thème abordé ici, merci de compléter l'article en donnant les références utiles à sa vérifiabilité et en les liant à la section « Notes et références ».
L'avenue Andréa Syngroú, en grec moderne : Λεωφόρος Ανδρέα Συγγρού / Leofóros Andréa Syngroú est une voie d'Athènes en Grèce.

## Situation et accès
Cette avenue moderne, relie le centre d'Athènes à Paleó Fáliro et Kallithéa dans le quartier de Tzitzifiés (el). 
Elle fait partie de la route nationale 91.

## Origine du nom
Elle honore Andréas Syngrós (1830-1899), banquier et un philanthrope grec.

## Historique
La conception de l'idée de la construction de la route moderne a lieu durant le dernier quart du XIXe siècle, une période de modernisation et de grands travaux publics, pendant le premier mandat de Charílaos Trikoúpis. La construction de l'avenue commence en 1898, sur la base de plans élaborés par un ingénieur de l'armée, Ioánnis Genísarlis. Une grande partie du projet est financée par des dons d'Andréas Syngrós, banquier et philanthrope.

Elle a été construite presque exactement sur la même ligne droite qu'une large route de l'Antiquité, et pendant les premières années de l'État grec, une chaussée, couvrant les besoins du transport des personnes et des marchandises vers et depuis le port de Fáliro. 
Le long de la rue Fáliro d'alors, un an après la guerre gréco-turque de 1897, et plus précisément le 14 février 1898, une tentative d'assassinat du roi George Ier est perpétrée. À la place de cette tentative ratée, une église a été construite en souvenir.

## Bâtiments remarquables et lieux de mémoire
- Grand Hyatt Athens[1]